# Käthe Haack
Lisbeth Minna Sophie Isolde Käthe Haack, född 11 augusti 1897 i Berlin, Kejsardömet Tyskland, död 5 maj 1986 i Västberlin, var en tysk skådespelare. Haack började spela teater i Göttingen 1914 och filmdebuterade 1915. Haack var en populär filmstjärna i Tyskland under 1930-talet och 1940-talet. Hon var gift med skådespelaren Heinrich Schroth och mor till skådespelaren Hannelore Schroth.

## Filmografi (i urval)
- 1915 – Kattstigen
- 1931 – Grabbar med ruter i
- 1931 – Köpenick-Kaptenen
- 1935 – Skandalflickan
- 1937 – Fridericus
- 1943 – Münchhausen
- 1949 – Tro
- 1950 – Gabriela
- 1952 – Vi spelar igen